# Miklós Ungvári
Miklós Ungvári (né le 15 octobre 1980) est un judoka hongrois évoluant dans la catégorie des moins de 66 kg (poids mi-légers). 
Il se révèle en 2002 en obtenant le titre de champion d'Europe alors qu'il venait de remporter sa première victoire dans un tournoi labellisé « coupe du monde ». Ne conservant pas son titre l'année suivante, il est prématurément éliminé en 2004. Lors des Jeux olympiques de 2004, il est sorti de la compétition au second tour et ne peut donc prétendre au podium final. Il renoue avec le podium européen en 2005 en décrochant la médaille d'argent puis, lors des championnats du monde organisés au Caire, il décroche la médaille de bronze, la première distinction mondiale de sa carrière. Deux ans plus tard à Rio de Janeiro cette fois, il réitère sa performance en décrochant une seconde médaille de bronze consécutive.

## Palmarès

### Jeux olympiques d'été
- Jeux olympiques de 2012 à Londres :
  -  Médaille d'argent en judo homme -66 kg

### Championnats du monde
- Championnats du monde 2005 au Caire (Égypte) :
  -  Médaille de bronze dans la catégorie des moins de 66 kg (poids mi-légers)

- Championnats du monde 2007 à Rio de Janeiro (Brésil) :
  -  Médaille de bronze dans la catégorie des moins de 66 kg (poids mi-légers)

### Championnats d'Europe
| Catégorie                      | 2002 | 2003 | 2005 | 2007 | 2008 | 2009 | 2010 | 2011 |
| ------------------------------ | ---- | ---- | ---- | ---- | ---- | ---- | ---- | ---- |
| Moins de 66 kg Poids mi-légers | 1er  | 7e   | 2e   | 5e   | 2e   | 1er  | 2e   | 1er  |

### Divers
- Tournoi de Paris : 
  - 1 podium en 2006